# غوغد
غوغد (بالفارسية: گوگد) هي مدينة تقع في إيران في البلدة المركزية. يقدر عدد سكانها بـ 6,686 نسمة .